# Arricau-Bordes
Arricau-Bordes ist eine französische Gemeinde mit 105 Einwohnern (Stand 1. Januar 2022) im Département Pyrénées-Atlantiques in der Region Nouvelle-Aquitaine. Die Gemeinde gehört zum Arrondissement Pau und zum Kanton Terres des Luys et Coteaux du Vic-Bilh (bis 2015: Kanton Lembeye).
Der Name in der gascognischen Sprache lautet Arricau-Bòrdas.

## Geographie
Arricau-Bordes liegt circa 40 Kilometer nordöstlich von Pau in der Region Vic-Bilh des Béarns.
Umgeben wird die Gemeinde von den Nachbargemeinden:
|        | Aurions-Idernes Cadillon                    |                 |
| Vialer | Kompassrose, die auf Nachbargemeinden zeigt | Séméacq-Blachon |
|        | Castillon Gayon                             |                 |

Arricau-Bordes liegt im Einzugsgebiet des Flusses Adour und wird durchquert von einem seiner Zuflüsse, dem Lées und von zwei Zuflüssen des Larcis, den Wasserläufen Barsious und Lisau.

## Geschichte
Paul Raymond, Archivar und Historiker des 19. Jahrhunderts, notierte die erstmalige Erwähnung Arricaus im 12. Jahrhundert in Pierre de Marcas Buch Histoire de Béarn. Bordes wurde bereits im 11. Jahrhundert als Bordas im Kopialbuch von Lescar erwähnt. Bei einem Zensus im Jahr 1385 wurden in Aricau 18 Haushalte, in Bordes 12 Haushalte gezählt und vermerkt, dass die Dörfer in der Bailliage von Lembeye liegen.
Die Lehnsherrschaft in Arricau-Bordes ist eines der ältesten in der Region Vic-Bilh. Die Lehnsherren von Arricau etablierten sich sehr früh an der Flanke eines Höhenzugs zwischen den Tälern des Lées und des Liseaus. Sie besaßen den Landstrich bis zur Französischen Revolution und produzierten hochwertige Weine, Madiran (rot) und Pacherenc (weiß). Beide Weine werden auch heute als Madiran AOC und Pacherenc du Vic-Bilh AOC angebaut.
1869 schlossen sich die Gemeinden Arricau und Bordes zur heutigen Kommune zusammen.

### Einwohnerentwicklung
Vom Höchststand der Einwohnerzahl am Ende des 19. Jahrhunderts ist weniger als ein Drittel seit den 1970er-Jahren übrig geblieben. Allerdings ist der Trend seitdem gestoppt und die Zahl bleibt mehr oder weniger stabil.
| Jahr      | 1962 | 1968 | 1975 | 1982 | 1990 | 1999 | 2006 | 2009 | 2014 |
| --------- | ---- | ---- | ---- | ---- | ---- | ---- | ---- | ---- | ---- |
| Einwohner | 139  | 124  | 126  | 105  | 102  | 105  | 106  | 103  | 108  |

Ab 1962 offizielle Zahlen ohne Einwohner mit Zweitwohnsitz

## Sehenswürdigkeiten

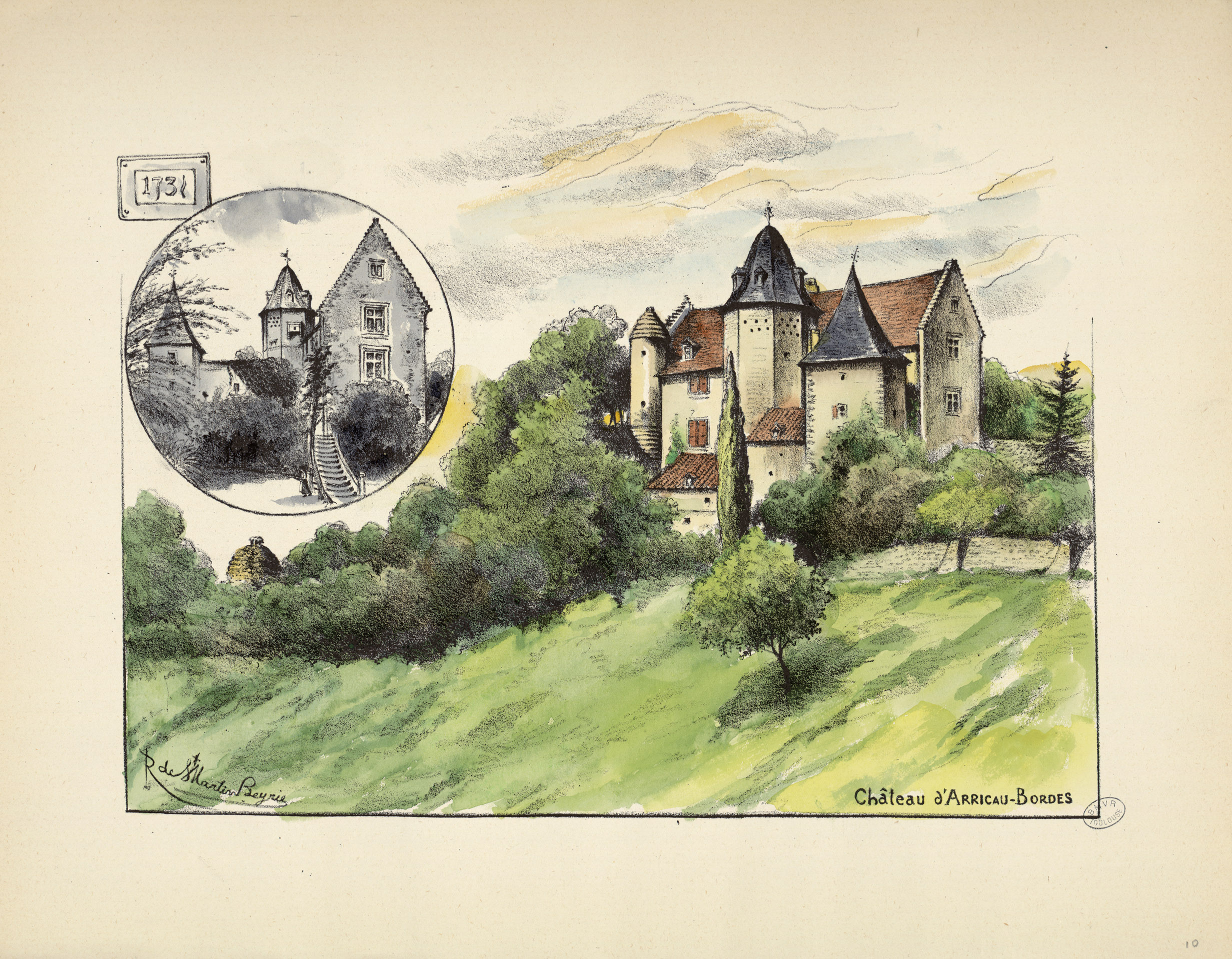
Schloss von Arricau im Jahre 1731, Lithographie von René Ancely (1926)

- Schloss von Arricau. Erbaut auf einem Felsvorsprung über dem Tal des Lées, gilt das Schloss als eines der schönsten des Béarn. Das ursprüngliche Bauwerk ist im 13. Jahrhundert auf einem Erdhügel errichtet worden. Gegen 1570 konvertierte Jean d’Arricou, Schreiber beim König von Navarra, zum Protestantismus. Durch die Konfiskation der Kirchengüter konnte er den Wiederaufbau des Schlosses finanzieren, das die Familie bis zum Vorabend der Französischen Revolution im Besitz behielt. Das Datum 1583, eingemeißelt in den Sturz der Eingangspforte, belegt die Fertigstellung. Im Zuge dieser Bautätigkeit wurde unterhalb des Schlosses ein Taubenschlag errichtet, wie das eingemeißelte Datum „1572“ über dem Sturz der niedrigen Tür belegt. Die Höhe des runden Bauwerks beträgt 3,50 m und es wurden mehr als 410 quaderförmige Nischen für die Tauben gezählt. Hinter dem Eingang auf der östlichen Seite des Schlosses gelangt man in den sog. „Wachhof“, von dem man in alle anderen Wohngebäude gelangt. Er wird begrenzt durch einen kleineren Wohntrakt, genannt Saint-Michel, dem Hauptgebäude Saint-Jacques und dem oktogonalen Turm, der die Schlossanlage überragt. In früheren Zeit gab es einen weiteren Innenhof, bei dem Fundamente der einstigen Schlosskapelle Saint-Martin bei Ausgrabungen gefunden wurden. Auf die Existenz der Kapelle ist erstmals 1674 und zuletzt 1858 hingewiesen worden. Auf der Südseite schließt sich ein Nebengebäude an, flankiert von einem Turm, der wahrscheinlich im 19. Jahrhundert errichtet wurde.[7][8][9]

- Kirche Saint-Jean-Baptiste, gewidmet Johannes dem Täufer. An der Stelle der heutigen Kirche befand sich vermutlich bereits im 11. Jahrhundert eine einfache Ortskirche im romanischen Stil. Sie war Teil einer Schenkung an den Bischof von Lescar. Das Gebäude wurde wahrscheinlich nach den Hugenottenkriegen im 16. Jahrhundert wiederaufgebaut, um 1870 weitestgehend umgestaltet. Vom ursprünglichen Bauwerk ist nur noch die halbrunde Apsis und ein Christusmonogramm auf der heute versperrten Tür an der Nordseite übrig geblieben. Im Innern der Kirche befindet sich ein Kruzifix aus Eisen. Die Besonderheit des lateinischen Kreuzes sind die Enden, die in Form von Jakobsmuscheln ausgearbeitet sind. Sie weisen auf die Bedeutung der Jakobswege nach Santiago de Compostela hin, von denen auch einer in der Nähe vorbeiführt.[10][11][12]

- Schloss von Bordes. Die Volkszählung von 1385 bestätigte den Lehnsherrn von Bordes, ein Herrschaftssitz blieb jedoch unerwähnt. Tatsächlich stammt das heutige Gebäude aus dem ausgehenden 17. Jahrhundert, im darauffolgenden Jahrhundert erweitert. Am Rande der Schlacht bei Toulouse (1814) sah sich das Schloss zwischen napoleonischen Truppen unter dem Kommando von Maréchal Soult und einer Koalitionsarmee aus Vereinigten Königreich und Spanien unter Feldmarschall Wellington.[13]

- Schloss von Lahitolle. Die Lehnsherrschaft von La Fitola wurde 1538 beurkundet, welches auch die Zeit der Errichtung des Schlosses auf einem strategisch günstigen Platz auf einer Anhöhe oberhalb des Liseautals ist. Nachdem es mehrmals den Besitzer gewechselt hatte, wurde es in den Jahren 1777 bis 1778 von Daniel de Périer, Rechtsanwalt im Parlament, wieder aufgebaut, wie die Jahreszahlen der Inschrift am Fuß der Trepper sowie die Anker an der Fassade erkennen lassen.[14]

## Wirtschaft und Infrastruktur
Arricau-Bordes liegt in den Zonen AOC der Weinanbaugebiete des Béarn, Madiran und Pacherenc du Vic-Bilh.

### Verkehr
Arricau-Bordes ist angeschlossen an die Routes départementales 13, 228 und 298.